# Liste de découvreurs d'exoplanètes
Cet article concerne les personnes ayant découvert des exoplanètes. Pour les projets de recherche (instruments, observatoires, satellites, etc.) ayant servi à réaliser ces découvertes, voir Liste de programmes de recherche d'exoplanètes.
Cette liste recense les personnes ayant découvert des exoplanètes. Y a sa place toute personne ayant participé à la découverte d'une ou plusieurs exoplanètes, c'est-à-dire toute personne dont le nom apparaît parmi les auteurs d'une publication annonçant la découverte d'une exoplanète. Les découvreurs précédés de petites étoiles () sont premier auteur d'au moins un article annonçant une découverte.
- Haut – A
- B
- C
- D
- E
- F
- G
- H
- I
- J
- K
- L
- M
- N
- O
- P
- Q
- R
- S
- T
- U
- V
- W
- X
- Y
- Z

## A
- Conny Aerts[1]
- L. Affer[2]
- Eric Agol[3]
- Suzanne Aigrain[4],[5],[6],[7]
- Aude Alapini (Aude Ekundayo Pauline Alapini Odunlade)[4]
- Simon Albrecht[1]
- Yann Alibert[8]
- Jose Manuel Almenara[4],[5],[7],[9]
- Roi Alonso[10],[4],[11],[5],[7],[12]
- Sânzia Alves[10]
- M. Ammler-von Eiff[7]
- David R. Anderson[13],[14],[15],[16],[17],[6]
- Guillem Anglada-Escudé[18]
- Ruth Angus[19]
- Torben Arentoft[1]
- J. D. Armstrong[7]
- Nicola Astudillo-Defru[9]
- Michel Auvergne[4],[11],[5],[7]

## B
- Gáspár Áron Bakos[20]
- Annie Baglin[4],[11],[5],[7]
- Christoph Baranec[19]
- Mauro Barbieri[11]
- Thomas Barclay[3]
- Pierre Barge[4],[11],[5],[7]
- Travis Barman[21],[22]
- John R. Barnes[18]
- Susana C. C. Barros[7]
- Gibor Basri[23]
- Fabienne A. Bastien[3],[24]
- Natalie M. Batalha[3],[23],[25]
- Michael Bazot[26]
- B. Béky[20]
- George Fritz Benedict[27]
- C. R. Benn[6]
- Willy Benz[28],[29],[8],[26],[30],[31],[11],[12]
- Zachory K. Berta-Thompson[32],[9]
- Jean-Loup Bertaux[8],[26],[30],[31]
- S. Berthet[10]
- Jean-Luc Beuzit[33]
- W. Bhatti[20]
- Allyson Bieryla[19],[25],[20]
- Xavier Bonfils[32],[9]
- Mickaël Bonnefoy[33]
- Aldo Stefano Bonomo[5],[7],[2]
- Pascal Bordé[4],[11],[5],[7]
- William J. Borucki[3],[23],[25]
- Walter Boschin[19]
- Alan Boss[3]
- François Bouchy[28],[29],[8],[26],[30],[31],[4],[34],[11],[5],[6],[7],[12],[9]
- Brendan P. Bowler[19]
- D. J. A. Brown[16]
- Timothy M. Brown[23]
- Erik Brugamyer[3]
- Hans Bruntt[4],[5]
- Stephen T. Bryson[3],[1],[23],[24],[25]
- Lars A. Buchhave[32],[3],[23],[24],[19],[25],[2],[20]
- Christopher J. « Chris » Burke[32],[3]
- R. Paul Butler[27]

## C
- Juan Cabrera[4],[5],[7]
- Douglas A. Caldwell[3],[23],[25]
- Chris Cameron[19]
- Tiago L. Campante[1]
- Jennifer R. Campbell[25]
- Jorge Cantó[35]
- L. Carone[4]
- S. Carpano[4],[5],[7]
- Josh Carter[3]
- Joseph H. Catanzarite[25]
- Céline Cavarroc[5]
- C. Chaffey[7]
- S. Chaintreuil[7]
- William J. Chaplin[1]
- David Charbonneau[32],[3],[23],[19],[2],[9]
- Gaël Chauvin[33]
- C. E. Chávez[35]
- Bruno Chazelas[10]
- Jørgen Christensen-Dalsgaard[3],[1],[23]
- D. J. Christian[6]
- Jessie L. Christiansen[3],[23]
- David R. Ciardi[3],[23],[25]
- Bruce Clarke[23]
- William D. Cochran[27],[3],[23],[25]
- Adrien Coffinet[12]
- Andrew Collier Cameron[13],[14],[15],[16],[17],[6],[19],[2],[12]
- Alexandre C. M. Correia[8]
- Rosario Cosentino[19],[2]
- Justin R. Crepp[3]
- Szilard Csizmadia[5],[7]
- Z. Csubry[20]
- S. Curiel[35]

## D
- Cilia Damiani[5],[7]
- Hans-Jorg Deeg[4],[11],[5],[7]
- R. De la Reza[4]
- Magali Deleuil[4],[11],[5],[7],[12]
- Xavier Delfosse[32],[26],[9]
- Laetitia Delrez[17],[36]
- Brice-Olivier Demory[10],[2]
- Jean-Michel Désert[3]
- Silvano Desidera[33]
- Edna DeVore[3],[23]
- Rodrigo F. Díaz[34],[7],[12]
- Jason A. Dittmann[9]
- A. P. Doyle[13],[14],[15],[17]
- Laurance R. Doyle[3]
- René Doyon[21]
- Courtney D. Dressing[2],[9]
- Xavier Dumusque[28],[10],[29],[19],[2],[12]
- Edward W. Dunham[23]
- Andrea K. Dupree[3],[23]
- R. Dvorak[4],[11],[5],[7]

## E
- A. Eggenberger[10]
- Michael Endl[27],[3],[25]
- B. Enoch[6]
- A. Erikson[4],[11],[5],[7]
- Gilbert A. Esquerdo[25],[20],[9]
- Mark E. Everett[3]

## F
- Daniel Fabrycky[3],[23]
- Emilio E. Falco[32],[20]
- Markus Feldt[33]
- Sylvio Ferraz-Mello[4],[11],[5],[7]
- A. Ferrigno[7]
- Pedro Figueira[10],[19],[2],[12]
- A. F. M. Fiorenzano[2]
- Debra A. Fischer[27],[3],[23],[20]
- Eric B. Ford[3],[23]
- Jonathan Fortney[3],[23]
- Thierry Forveille[32],[9]
- Dale A. Frail[37]
- François Fressin[3],[23]
- Malcolm Fridlund[4],[5],[7]
- Aurélie Fumel[13],[14],[15],[17]

## G
- Davide Gandolfi[4],[11],[5],[7]
- Thomas N. Gautier III[3],[23]
- John C. Geary[3]
- L. Georgiev[35]
- S. Gettel[2]
- N. P. Gibson[6]
- W. Gieren[34]
- Ronald L. Gilliland[23],[25]
- Michaël Gillon[10],[13],[14],[4],[11],[15],[16],[17],[5],[34],[2],[12]
- Forrest R. Girouard[23]
- P. Gondoin[4]
- Alan Gould[3],[23]
- Raffaele Gratton[33]
- S. Grziwa[7]
- David B. Guenther[19]
- E. W. Guenther[4],[11],[5],[7]
- Tristan Guillot[4],[11],[5],[7]

## H
- Michael R. Haas[3],[23]
- Janis Hagelberg[10]
- Thomas E. Harrison[27]
- J. D. Hartman[20]
- M. Hartmann[11]
- R. den Hartog[4]
- Avet Harutyunyan[19],[2]
- C. A. Haswell[6]
- Artie P. Hatzes[4],[11],[5],[7]
- Mathieu Havel[5]
- Raphaëlle D. Haywood[2],[9]
- Leslie Hebb[6]
- Guillaume Hébrard[4],[11],[5],[6],[7]
- Coel Hellier[6],[19]
- E. Hellier[13],[14],[15],[16],[17]
- Gregory W. Henry
- Christopher E. Henze[3],[24],[25]
- P. Hinz[20]
- Matthew J. Holman[32],[23]
- K. Horne[6]
- Andrew W. Howard[3],[20]
- Steve B. Howell[3],[23]
- Sergio Hoyer[34]
- C. X. Huang[20]
- Daniel Huber[3],[25]

## I
- Jonathan Irwin[32],[6],[9]
- Howard Isaacson[3],[1],[23],[24],[25],[20]

## J
- Ray Jayawardhana[38]
- C. Jehin[13],[14]
- Emmanuel Jehin[15],[17]
- Jon M. Jenkins[3],[23],[25]
- James Stewart Jenkins[18]
- Jens Jessen-Hansen[1]
- John Asher Johnson[23],[19],[2],[20]
- Hugh R. A. Jones[18]
- L. Jorda[4],[11],[5]
- Y. C. Joshi[6]

## K
- Lisa Kaltenegger[3]
- Scott J. Kenyon[24]
- David M. Kipping[24]
- Hans Kjeldsen[3],[1],[23]
- P. Klagyivik[7]
- Todd C. Klaus[23]
- R. P. Knox[20]
- David G. Koch[23]
- Rea Kolbl[3],[24]
- Jeffery Kolodziejczak[3]
- Maciej Konacki[39]
- Quinn M. Konopacky[22]
- J. Korth[7]
- G. Kovács[20]
- M. Kubiak[34]
- Rainer Kuschnig[19]

## L
- David Lafrenière[38],[21]
- Anne-Marie Lagrange[33]
- H. Lammer[4],[11],[5],[7]
- Maud Langlois[33]
- Jacques Laskar[8]
- David W. Latham[32],[3],[23],[19],[25],[2],[20],[9]
- Nicholas Law[19]
- J. Lázár[20]
- Brian L. Lee[3]
- Alain Léger[4],[11],[5]
- Monika Lendl[10],[13],[14],[15],[16],[17]
- Jie Li[25]
- C. Lindsay[7]
- Jack Jonathan Lissauer[3],[23]
- T. A. Lister[16],[6]
- A. Llebaria[4],[11]
- Gaspare Lo Curto[26],[12]
- B. Loeillet[6]
- Erick Lopez[3],[2]
- Mercedes López-Morales[19],[2]
- Christophe Lovis[28],[32],[10],[13],[29],[8],[26],[30],[31],[11],[19],[2],[12],[9]
- Mikkel N. Lund[1]

## M
- Pavel Machalek[23]
- Bruce Macintosh[21],[22]
- P. Magain[4],[11]
- Luca Malavolta[2]
- Geoffrey « Geoff » W. Marcy[27],[3],[23],[24],[25],[20]
- Maxime Marmier[10],[12]
- Rosemary A. Mardling[10]
- Christian Marois[21],[22]
- Jaymie M. Matthews[19]
- Pierre F. L. Maxted[13],[14],[15],[16],[17],[6]
- Michel Mayor[28],[32],[27],[10],[29],[8],[26],[30],[31],[11],[34],[6],[19],[2],[12]
- Tsevi Mazeh[4],[11],[5],[34],[7]
- Barbara E. McArthur[27]
- Peter R. McCullough
- I. McDonald[6]
- Claudio Melo[34]
- Denis Mégevand[10]
- Giusi Micela[19],[2]
- Dante Minniti[34]
- Anthony F. J. Moffat[19]
- Emilio Molinari[19],[2]
- G. Montagnier[7]
- Josefa Montalbán Iglesias[15]
- Benjamin T. Montet[19]
- Althea V. Moorehead[23]
- Christoph Mordasini[8],[26],[30],[31],[12]
- Robert C. Morehead[23]
- A. Mortier[2]
- Fatemeh Motalebi[2],[12]
- Claire Moutou[4],[11],[5],[34],[6],[7],[12]
- Fergal Mullally[3]
- Felipe Murgas[9]
- Ruth A. Murray-Clay[32]

## N
- Dominique Naef[27],[10],[26],[34]
- V. Nascimbeni[2]
- Elisabeth R. Newton[9]
- Marion Neveu-VanMalle[10],[16],[17]
- A. J. Norton[6]
- R. W. Noyes[20]
- Philip Nutzman[32]

## O
- A. Ofir[5],[7]
- M. Ollivier[4],[11],[5],[7]
- Jerome A. Orosz[3]

## P
- Enric Pallé[7]
- I. Papp[20]
- N. Parley[6]
- H. Parviainen[5],[7]
- Th. Pasternachi[7]
- Jennifer Patience[21]
- M. Pätzold[4],[11],[7]
- Marco Pedani[19]
- M. G. Pedersen[1]
- K. Penev[20]
- Francesco Pepe[28],[32],[10],[13],[14],[29],[8],[26],[30],[31],[11],[15],[16],[17],[19],[2],[12]
- Erik Petigura[25],[9]
- David F. Phillips[19],[2]
- G. Pietrzynski[34]
- Giampaolo Piotto[19],[2]
- Don Pollacco[13],[14],[15],[16],[17],[6],[19],[2],[12]
- E. Pompei[12]
- Frédéric Pont[34],[6]
- Arcadio Poveda[35]
- Andrej Prsa[3]

## Q
- Didier Queloz[28],[32],[27],[10],[13],[14],[29],[8],[26],[30],[31],[4],[11],[15],[16],[17],[5],[34],[6],[19],[2],[12]
- Samuel N. Quinn[23],[20]
- Elisa V. Quintana[3]

## R
- Darin Ragozzine[23]
- Ivan Ramirez[25]
- S. Ramirez[34]
- H. Rauer[4],[11],[5],[7]
- Ken Rice[19],[2]
- Reed Riddle[19]
- A. Rodríguez[5]
- Joseph E. Rodriguez[9]
- D. Rouan[4],[5],[7]
- Jason F. Rowe[3],[23],[19],[25]
- Slavek M. Rucinski[19]
- M. T. Ruiz[34]

## S
- Johannes Sahlmann[28],[10]
- B. Samuel[4],[7]
- Roberto Sanchis-Ojeda[3]
- Dwight Sanderfer[25]
- A. Santerne[5],[7]
- Nuno C. Santos[28],[10],[29],[8],[26],[30],[34],[12],[9]
- Dimitar D. Sasselov[3],[23],[19],[2]
- P. Sári[20]
- Jean Schneider[4],[11],[5],[7]
- Shawn Seader[3],[25]
- Sara Seager[23]
- D. Sebastian[7]
- Damien Ségransan[28],[10],[13],[14],[29],[11],[15],[16],[17],[19],[2],[12]
- Avi Shporer[3],[4],[34]
- V. Silva Aguirre[1]
- E. Simpson[6]
- Jean-Pierre Sivan[8],[26],[30],[31]
- I. Skillen[6]
- Barry Smalley[13],[14],[15],[16],[17],[6]
- A. M. S. Smith[13],[14],[15],[16],[17]
- Inseok Song[21]
- Danuta Sosnowska[10]
- I. Soszynski[34]
- J. K. Southworth[14],[15],[17]
- Alessandro Sozzetti[19],[2]
- Keivan G. Stassun[24]
- B. Stecklum[4]
- Jason H. Steffen[3],[23]
- H. C. Stempels[6]
- Martin Still[3]
- R. A. Street[6]
- Andrew Szentgyorgyi[19]
- O. Szewczyk[34]
- M. K. Szymanski[34]

## T
- Marcos Tadeu dos Santos[7]
- Lev Tal-Or[5]
- Omer Tamuz[34]
- Tiam-Guan Tan[9]
- Peter Tenenbaum[3],[23],[25]
- Malte Tewes[10]
- Susan E. Thompson[3]
- Brandon Tingley[4],[1],[5]
- Guillermo Torres[3],[23],[24],[25],[20]
- Amaury H. M. J. Triaud[10],[13],[14],[15],[16],[17]
- Mikko Tuomi[18]
- Joseph D. Twicken[3],[23],[25]

## U
- Andrzej Udalski[34]
- Stéphane Udry[28],[32],[27],[10],[13],[14],[29],[8],[26],[30],[31],[15],[11],[16],[17],[34],[6],[19],[2],[12],[9]
- K. Ulaczyk[34]

## V
- M. de Val-Borro[20]
- Jeffrey VanCleve[23]
- Andrew Vanderburg[19],[2]
- Vincent Van Eylen[1]
- Valérie Van Grootel[17]
- Marten H. van Kerkwijk[38]
- Sylvie D. Vauclair[26]
- Arthur Vigan[33]
- Steven Vogt

## W
- Lucienne M. Walkowicz[23]
- Chris A. Watson[19],[2]
- G. Weingrill[4]
- J. Weingrill[5]
- Werner W. Weiss[19]
- William F. Welsh[3],[23]
- Richard G. West[13],[14],[15],[16],[17],[6]
- Peter J. Wheatley[13],[16],[6]
- D. M. Wilson[6]
- Joshua N. Winn[32],[3]
- Jennifer G. Winters[9]
- Angie Wolfgang[25]
- Aleksander Wolszczan[37]
- G. Wuchterl[4],[11],[5],[7]
- Anaël Wünsche[9]
- L. Wyrzykowski[34]
- Aurélien Wyttenbach[12]

## Z
- Li Zeng[19]
- M. Zoccali[34]
- B. Zuckerman[21],[22]